# Artenara
Artenara est une commune de la communauté autonome des Îles Canaries en Espagne. Elle est située à l'ouest de l'île de Grande Canarie dans la province de Las Palmas, au sud-ouest de Las Palmas de Gran Canaria et au nord-ouest de Puerto Rico.

## Géographie

### Localisation

Localisation de l'île de Grande Canarie dans les Îles Canaries.
Localisation d'Artenara dans l'île de Grande Canarie.

| Océan Atlantique        | Agaete   | Gáldar |
| La Aldea de San Nicolás | Artenara | Tejeda |
| La Aldea de San Nicolás | Tejeda   | Tejeda |

### Villages de la commune
- Las Peñas,
- Las Arbejas,
- Cueva Nueva,
- La Umbría,
- Cueva de los Gatos,
- Lomo Cuchara,
- La Cuevita,
- Bajo el Risco,
- La Degollada,
- Guardaya,
- Las Moradas,
- Los Cofrites,
- Chajunco,
- Caideros,
- Las Cuevas,
- Bajalobos,
- Risco Caído,
- Roque del Pino,
- Coruña,
- Las Hoyas,
- Lugarejos,
- Tirma,
- El Vaquero,
- Tifaracás,
- Mojones,
- Venta Nieves,
- Acusa Seca,
- Acusa Verde

### Transports
- Route Puerto Rico - Gáldar et Route Artenara - Tejeda

## Démographie
| Année | Population | Densité   |
| ----- | ---------- | --------- |
| 1991  | 1.105      | 16,57/km² |
| 1996  | 1.250      | 18,74/km² |
| 2001  | 1.319      | 19,68/km² |
| 2002  | 1.394      | 20,9/km²  |
| 2003  | 1.357      | 20,34/km² |
| 2004  | 1.469      | 21,99/km² |
| 2005  | 1.386      | 20,8/km²  |
| 2009  | 1.257      | 18,85/km² |

## Patrimoine
Musée sur l'habitat traditionnel dans les grottes. Habitat usuel aujourd'hui encore.